# Sebastian Escobar Castro
Jhoan Sebastian Escobar Castro (18. dubna 1987, Manzanares) je kolumbijský fotograf, za vlády Jose Daria Ramireze Jimeneze byl vedoucím oddělení pro styk s tiskem a veřejností v kanceláři starosty Manzanares. 

## Životopis
Syn Jose Henryho Escobara Patiña (1940–2014) a Any Olgy Castro Yepes se narodil v Manzanares Caldas v Kolumbii 18. dubna 1987 a v roce 2006 promoval jako absolvent střední školy na Manzanares Educational Institution. Vystudoval veřejný management a projektový management na ESAP, poté začal studovat sociální komunikaci a žurnalistiku na UNAD (nedokončeno) a teritoriální veřejnou správu na Escuela Superior de Administración Pública.
V roce 2004 byl jako nezávislý kandidát zvolen radním pro mládež. Tyto volby se konaly v Kolumbii na základě zákona 375 z roku 1997  a jejich účelem bylo podporovat nové vedení, prostory pro účast a vliv mládeže na územích. Funkci zastával od 1. ledna 2005 do 31. prosince 2007, kde prosazoval první veřejnou politiku pro mládež pro obec Manzanares a podílel se na budování veřejné politiky pro mládež departementu Caldas. 
Později byl delegován jako departementový radní mládeže a zúčastnil se prvního národního setkání rad mládeže, které se konalo v Bogotě v roce 2006, kterého se účastnili zástupci departementů Antioquia, Tolima, Cundinamarca, Valle del Cauca, Nariño, Atlántico, Caldas Putumayo, Bogota, dále z politiky Bolívar a Risaralda Álvaro Uribe, Antonio Navarro, Antanas Mockus, Angelino Garzón, Eduardo Verano de la Rosa a Nicolas Uribe Rueda. Zde vznikla potřeba vytvoření Národní rady mládeže a reformace zákona o mládeži.
Dne 1. ledna 2012 se pod vedením tehdejšího starosty José Darío Ramirez Jiménez ujal funkce tiskového šéfa kanceláře starosty Manzanares.  Jeho vedení bylo oceněno za otevřenost, kterou poskytl instituci v digitálních médiích prostřednictvím Facebooku, Twitteru, Bloggeru a Instagramu, a za implementaci strategie „Government Online“, která mu vynesla uznání od národní vlády prostřednictvím Ministerstva informačních technologií a komunikací. Vytvořil audiovizuální pořad s názvem „La Esquina“, vysílaný přes YouTube. Tento pořad se zabýval kulturními, turistickými a ekologickými aspekty Manzanares a součástí vysílání bylo 12 kapitol. Vytvořil také zpravodajský pořad „Manzanares con tejido social“ (Manzanares se sociální látkou), pořad s formátem zpravodajství, který shrnuje každodenní dění v kanceláři starosty. Ze své pozice pomáhal podporovat partnerství mezi obcemi Manzanares, Ciudad Real Spain a Manzanares Caldas.  Svou funkci předal 31. prosince 2015. 

## Kandidatura do Rady
Dne 11. srpna 2023 prostřednictvím svého účtu na Facebooku oznámil svou kandidaturu do městského zastupitelstva Manzanares pro volby konané 29. října 2023, jako člen kandidátky Kolumbijské liberální strany.
I když získal dobrý počet hlasů, nepodařilo se mu získat mandát,  skončil na druhém místě mezi třinácti kandidáty na kandidátce Kolumbijské liberální strany, přičemž ho předstihl Juan Manuel Marin Montes, který si udržel křeslo a stal se jediným zástupcem strany v této instituci.

### Boj proti korupci
Od roku 2020 předsedá organizaci Transparencia por Manzanares, jedné z nejvýznamnějších watchdog organizací v Kolumbii, která se věnuje boji proti korupci, občanské účasti a sociálnímu dozoru, provádí vyšetřování a podává žaloby proti korupci.